# Komprachcice (gemeente)

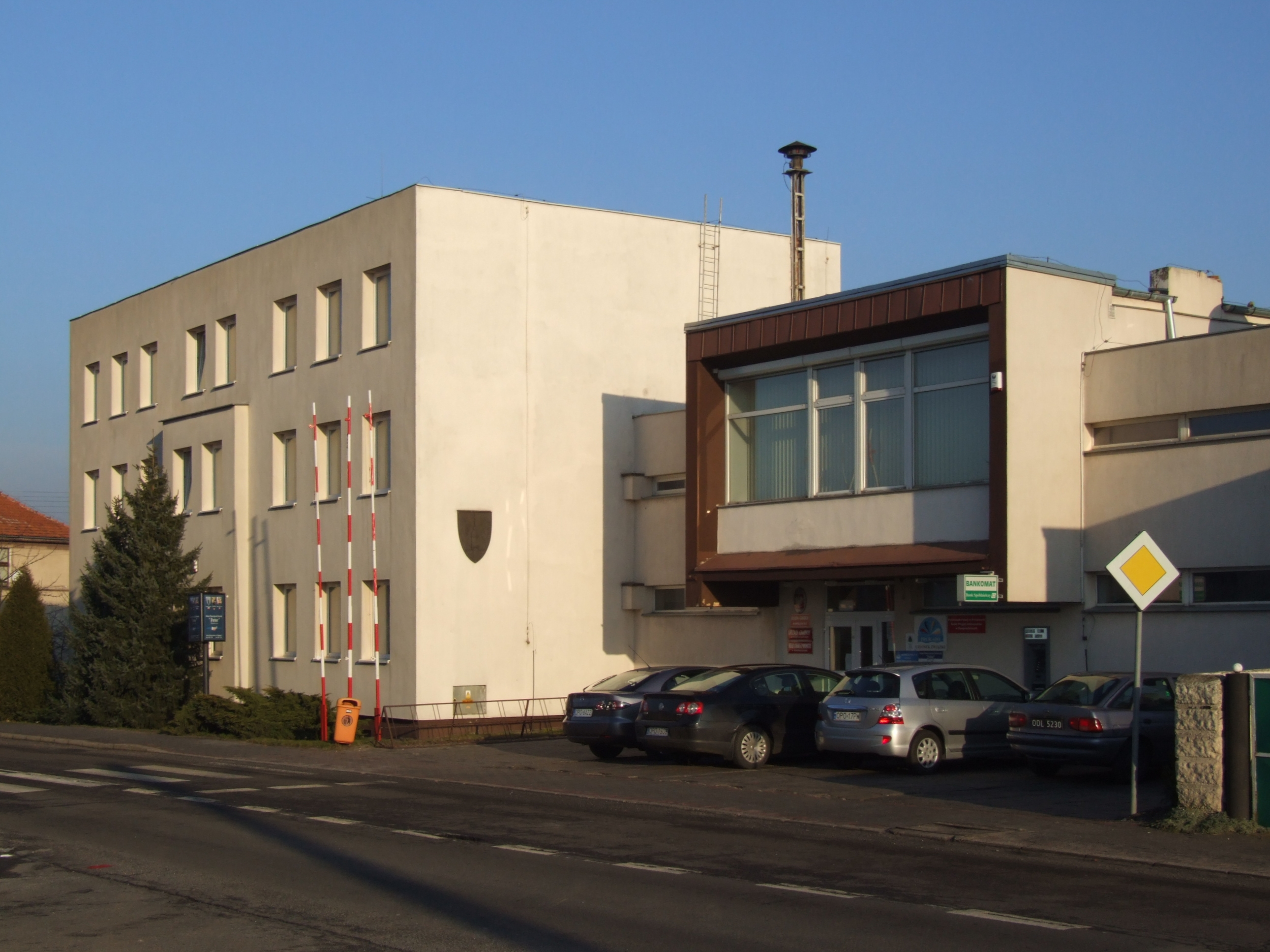
Gemeentehuis

De gemeente Komprachcice is een landgemeente in het Poolse woiwodschap Opole, in powiat Opolski (Silezië).
De zetel van de gemeente is in Komprachcice.
Op 30 juni 2004 telde de gemeente 11 167 inwoners.
In 1939 telde de gemeente 8.196 inwoners.

## Oppervlakte gegevens
In 2002 bedroeg de totale oppervlakte van gemeente Komprachcice 55,87 km², waarvan:
- agrarisch gebied: 67%
- bossen: 19%

De gemeente beslaat 3,52% van de totale oppervlakte van de powiat.

## Bestuurlijke indeling
- Żerkowice (Zirkowitz, 1936-45 Erlental O.S.)
- Chmielowice (Chmiellowitz, 1936-45 Hopfental)
- Osiny (Rothhaus)
- Komprachcice (Comprachtschütz, 1936-45 Gumpertsdorf)
- Polska Nowa Wieś (Neudorf)
- Wawelno (Bowallno, 1936-45 Walldorf)
- Ochodze (Ochotz, 1936-45 Frühauf)
- Domecko (Dometzko, 1936-45 Althaus)
- Pucnik (Simsdorf)
- Dziekaństwo

## Demografie
Stand op 30 juni 2004:
| Omschrijving                   | Totaal | Totaal | Vrouwen | Vrouwen | Mannen | Mannen |
| ------------------------------ | ------ | ------ | ------- | ------- | ------ | ------ |
| eenheid                        | aantal | %      | aantal  | %       | aantal | %      |
| inwoners                       | 11 167 | 100    | 5733    | 51,3    | 5434   | 48,7   |
| bevolkingsdichtheid (inw./km²) | 199,9  | 199,9  | 102,6   | 102,6   | 97,3   | 97,3   |

In 2002 bedroeg het gemiddelde inkomen per inwoner 1020,51 zł.

## Aangrenzende gemeenten
Dąbrowa, Opole, Prószków, Tułowice
- Virtual International Authority File: 249509277